# 高山缬草
高山缬草（学名：Valeriana kawakamii）是忍冬科缬草属的植物，是台灣的特有植物。分布于台灣，多生长于林中，目前尚未由人工引种栽培。